# Ōzora (Hokkaidō)
Pour les articles homonymes, voir Ozora (homonymie).
Ōzora (大空町, Ōzora-chō) est un bourg du district d'Abashiri, situé dans la sous-préfecture d'Okhotsk, sur l'île d'Hokkaidō au Japon.

## Géographie

### Situation
Ōzora est situé dans l'est de l'île d'Hokkaidō.

### Municipalités limitrophes
| Abashiri | Abashiri | Abashiri  |
| Kitami   | Ōzora    | Abashiri  |
| Bihoro   | Bihoro   | Koshimizu |

### Démographie
Au 31 mars 2014, la population d'Ōzora s'élevait à 7 780 habitants répartis sur une superficie de 343,62 km2. Au 1er octobre 2024, elle était estimée à 6 491 habitants.

### Hydrographie
Le lac Abashiri se trouve dans le nord-ouest du bourg.

## Histoire
Le bourg d'Ōzora est né le 31 mars 2006 de la fusion du bourg de Memanbetsu et du village de Higashimokoto.

## Transports
Ōzora est desservi par la ligne principale Sekihoku de la compagnie JR Hokkaido aux gares de Memambetsu et Nishi-Memambetsu.
L'aéroport de Memanbetsu est situé sur le territoire d'Ōzora.